# 中国人民解放军文职干部
中国人民解放军文职干部曾经是指被任命为初级以上专业技术职务或者办事员级以上职务，不授予军衔的现役军人。从1988年7月1日实施《中国人民解放军军官军衔条例》起、至2020年12月31日军改结束，文职干部前后总共存在了32.5年。随着2021年1月1日起实施《现役军官管理暂行条例》，文职干部正式退出现役体制。原文职干部分为专业技术文职干部和非专业技术文职干部两类。
文职干部实行与现役军官严格一一对应的职务等级（专业技术等级）与文职干部级别（军衔级）两套等级体系。

## 概述
实行文职干部的好处：
- 文职干部不在一线作战部队工作，因此文职干部的退休年龄比同等条件的现役军官的退休年龄晚。
- 可以把作战相关的军事指挥、政治指挥、后勤指挥、装备指挥的现役军官与不从事作战的文职军人区分开来。
- 编制内文职干部计入部队总员额。

## 文职干部的职务等级（专业技术等级）
文职干部分为专业技术文职干部与非专业技术文职干部两大类。其职务等级（专业技术等级）对应于现役军官的职务等级。
| 专业技术文职干部与 专业技术现役军官的专业技术等级 | 非专业技术文职干部的职务等级 | 军事、政治、后勤、装备 指挥现役军官的职务等级 |
| ------------------------------------------------- | ---------------------------- | --------------------------------------------- |
| 一级                                              |                              | 军委委员职                                    |
| 二级                                              |                              | 正大军区职                                    |
| 三级                                              |                              | 副大军区职                                    |
| 四级                                              | 按正军职待遇                 | 正军职                                        |
| 五级                                              | 按副军职待遇                 | 副军职                                        |
| 六级                                              | 正局级                       | 正师职                                        |
| 七级                                              | 副局级                       | 副师职                                        |
| 八级                                              | 正处级                       | 正团职                                        |
| 九级                                              | 副处级                       | 副团职                                        |
| 十级                                              | 正科级                       | 正营职                                        |
| 十一级                                            | 副科级                       | 副营职                                        |
| 十二级                                            | 一级科员                     | 正连职                                        |
| 十三级                                            | 二级科员                     | 副连职                                        |
| 十四级                                            | 办事员                       | 排职                                          |

### 专业技术文职干部
专业技术文职干部的分为三个专业技术职务（初级、中级、高级）与十四个专业技术等级，其与文职干部级别的对应如下表所示：
| 专业技术职务及专业技术等级                         | 文职干部级别 |
| -------------------------------------------------- | ------------ |
| 一级                                               | 特级、一级   |
| 二级                                               | 一级、二级   |
| 三级                                               | 二级、一级   |
| 四级                                               | 二级、三级   |
| 五级                                               | 三级、二级   |
| 高级专业技术职务的六、七级与中级专业技术职务的六级 | 四级、三级   |
| 高级专业技术职务的八级与中级专业技术职务的七、八级 | 四级、五级   |
| 九级                                               | 五级、六级   |
| 十级                                               | 六级、五级   |
| 十一级                                             | 七级、六级   |
| 十二级                                             | 七级、八级   |
| 十三级                                             | 八级、七级   |
| 十四级                                             | 九级、八级   |

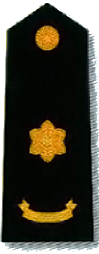
专业技术四级及以下文职干部肩章

民间有时会将专业技术三级以上的文职干部称为“文职将军”，但此一称呼并不确切。该称呼主要来源于2001年解放军四总部发布的《关于解决部分高级专家有关待遇的通知》。其中规定了专业技术三级以上文职干部军装帽饰改金黄色，肩章外端加缀将官松枝叶。由于这一服饰类似于授军衔的少将，且他们的待遇与将官待遇相近，故会出现“文职将军”的叫法。2013年8月，經中央军委主席习近平批准，中国人民解放军总政治部颁布《关于规范大型文艺演出、加强文艺队伍教育管理的规定》，規定「专业技术三级以上文职干部不得称将军或文职将军」。

### 非专业技术文职干部
非专业技术文职干部则按职务等级划分，其与文职干部级别对应如下表所示：
| 职务等级       | 文职干部级别 |
| -------------- | ------------ |
| 副大军区职待遇 | 一级、二级   |
| 正军职待遇     | 二级、一级   |
| 副军职待遇     | 二级、三级   |
| 正局级         | 三级、二级   |
| 副局级         | 四级、三级   |
| 正处级         | 四级、五级   |
| 副处级         | 五级、六级   |
| 正科级         | 六级、五级   |
| 副科级         | 七级、六级   |
| 一级科员       | 七级、八级   |
| 二级科员       | 八级、七级   |
| 办事员         | 九级、八级   |

## 文职干部的级别
文职干部的级别对应于现役军官的军衔：
| 文职干部的级别 | 现役军官的军衔 |
| -------------- | -------------- |
| 特级           | 上将           |
| 一级           | 中将           |
| 二级           | 少将           |
| 三级           | 大校           |
| 四级           | 上校           |
| 五级           | 中校           |
| 六级           | 少校           |
| 七级           | 上尉           |
| 八级           | 中尉           |
| 九级           | 少尉           |

九级晋升八级为3年。八级到三级的逐级晋升年限均为4年。三级以上的晋升为选升。與軍官幹部相同。
由于文职干部的级别二级及以上即对应于将军衔，因此文职干部晋升到级别二级、一级、特级有特别规定。

## 改为现役军官
当文职干部需担任行政领导职务时，会被改为现役军官。
- 2012年，黄宏因担任八一电影制片厂厂长这一职务，从专业技术三级以上文职干部改为现役军官，因此被授予少将军衔。[9]
- 2012年，彭丽媛任解放军艺术学院院长，由文职干部改授少将军衔。